# 10 лет Казахстана
10 лет Казахстана (каз. Қазақстанның 10 жылдығы) — село в Коксуском районе Жетысуской области Казахстана. Входит в состав Мукринского сельского округа. Находится примерно в 8 км к западу от села Балпык-Би. Код КАТО — 194853200.

## Население
В 1999 году население села составляло 543 человека (273 мужчины и 270 женщин). По данным переписи 2009 года, в селе проживали 263 человека (138 мужчин и 125 женщин).